# Opel Combo
Opel Combo este un vehicul produs de Opel din 1986 până în prezent (2021). Vehiculul a înlocuit modelul Bedford HA care a încetat să fie produs în 1983. În prezent, au fost vândute aproximativ 985.000 de unități ale vehiculului și este una dintre cele mai populare autoutilitare din Europa. În primii ani de lansare, vehiculul a fost pur și simplu o versiune de tip furgonetă a modelelor Opel Kadett și Opel Astra. În primele luni după lansarea sa în 1986, aproximativ 10.000 de unități au fost vândute în întreaga lume.

## Istoric
În 1983, Bedford Vehicles a întrerupt Bedford HA din cauza vânzărilor reduse. General Motors a decis că Opel ar trebui să producă o nouă autoutilitară ca înlocuitor pentru vechea Bedford HA, totuși nu au putut găsi o platformă care să dezvolte această nouă autoutilitară. Din 1983 până în 1986 Opel a creat mai multe prototipuri despre cum ar arăta noul lor. În 1986 decid să lanseze noua lor dublă, numită Opel Combo. Vehiculul a devenit foarte popular după lansare.
În acel timp, Bedford a lansat Bedford Midi, ca succesor al Bedford CF, în ciuda faptului că aceste vehicule au fost produse împreună până în 1989. În 1992, marca Bedford (numită pe atunci AWD Trucks) a fost fuzionată cu Vauxhall Motors și a încetat să mai producă vehicule, deoarece vehiculele lor au fost înlocuite cu cele Vauxhall și Opel. În 2011 s-au vândut în jur de 300.000 de unități, iar vehiculul a continuat să fie o alegere populară.